# Oriolus monacha
Oriolus monacha е вид птица от семейство Oriolidae.

## Разпространение
Видът е разпространен в Еритрея и Етиопия.